# Nicolae Rainea
Nicolae Rainea (Brăila, 1933. november 19. – Bukarest, 2015. április 1.) román nemzetközi labdarúgó-játékvezető, a Kárpátok mozdonya becenévvel illették.

## Pályafutása

### Labdarúgóként
Fiatal felnőtt éveinek elejéig, 1956-ig aktívan játszott különböző csapatokban (Laminorul Brãila, Metalul Piatra Neamț és Constructorul Bîrlad).

### Nemzeti játékvezetés
A játékvezetői vizsgát 1959-ben tette le. A küldési gyakorlat szerint rendszeres partbírói tevékenységet is végzett. 1964-ben lett az I. Liga játékvezetője. Pályafutása alatt majdnem 1000 bajnoki mérkőzésen szolgált játékvezetőként, illetve partbíróként. A nemzeti játékvezetéstől 1984-ben vonult vissza. Első ligás mérkőzéseinek száma: 267. Ez a szám 1982-től 2009-ig román csúcs volt, amit Sorin Corpodean játékvezetőnek sikerült megdöntenie; ezzel az első osztályban vezetett 267 mérkőzésével a harmadik helyen áll a romániai labdarúgó-játékvezetők között.

### Nemzetközi játékvezetés
A Román labdarúgó-szövetség Játékvezető Bizottsága (JB) terjesztette fel nemzetközi játékvezetőnek, a Nemzetközi Labdarúgó-szövetség (FIFA) 1967-től tartotta nyilván bírói keretében. A FIFA JB központi nyelvei közül a franciát beszéli. Több nemzetek közötti válogatott és klubmérkőzést vezetett, vagy működő társának partbíróként segített. A korabeli nemzetközi sportsajtó véleménye szerint a valaha volt legjobb román játékvezető. A román nemzetközi játékvezetők rangsorában, a világbajnokság-Európa-bajnokság sorrendjében többedmagával az 1. helyet foglalja el 13 találkozó szolgálatával. Az aktív nemzetközi játékvezetéstől 1984-ben búcsúzott. Nemzetközi mérkőzéseinek száma: 115.

#### Labdarúgó-világbajnokság
Három világbajnoki döntőhöz vezető úton Nyugat-Németországba a X., az 1974-es labdarúgó-világbajnokságra, Argentínába a XI., az 1978-as labdarúgó-világbajnokságra és Spanyolországba a XII., az 1982-es labdarúgó-világbajnokságra a FIFA JB játékvezetőként alkalmazta. A FIFA JB elvárása szerint, ha nem vezetett, akkor partbíróként tevékenykedett. 1974-ben három csoportmérkőzésen működött, az egyiken egyes számú besorolást kapott, játékvezetői sérülés esetén továbbvezethette volna a találkozót. 1978-ban egy csoportmérkőzésen egyes számú besorolást kapott. 1982-ben négy csoportmérkőzés közül kettőben kapott egyes számú besorolást. Világbajnokságokon vezetett mérkőzéseinek száma: 5 + 8 (partbíró).

##### 1974-es labdarúgó-világbajnokság

###### Selejtező mérkőzés
| Időpont         | Helyszín                     | Mérkőzés típusa           | Mérkőzés               | Eredmény | Nézők száma |
| --------------- | ---------------------------- | ------------------------- | ---------------------- | -------- | ----------- |
| 1973. május 19. | Princes Park Stadion, Párizs | előselejtező (9. csoport) | Franciaország–Írország | 1 : 1    | 40 405      |

###### Világbajnoki mérkőzés
| Időpont          | Helyszín                    | Mérkőzés típusa              | Mérkőzés       | Eredmény | Nézők száma |
| ---------------- | --------------------------- | ---------------------------- | -------------- | -------- | ----------- |
| 1974. június 22. | Park Stadion, Gelsenkirchen | csoportmérkőzés (B. csoport) | Brazília–Zaire | 0 : 3    | 36 000      |

##### 1978-as labdarúgó-világbajnokság

###### Selejtező mérkőzés
| Időpont              | Helyszín                | Mérkőzés típusa           | Mérkőzés            | Eredmény | Nézők száma |
| -------------------- | ----------------------- | ------------------------- | ------------------- | -------- | ----------- |
| 1977. szeptember 21. | Śląski Stadion, Chorzów | előselejtező (1. csoport) | Lengyelország–Dánia | 4 : 1    | 92 500      |

###### Világbajnoki mérkőzés
| Időpont          | Helyszín                      | Mérkőzés típusa              | Mérkőzés                  | Eredmény | Nézők száma |
| ---------------- | ----------------------------- | ---------------------------- | ------------------------- | -------- | ----------- |
| 1978. június 2.  | Városi Stadion, Mar del Plata | csoportmérkőzés (A. csoport) | Franciaország–Olaszország | 2 : 1    | 42 000      |
| 1978. június 14. | Központi Stadion, Mendoza     | második kör (B. csoport)     | Brazília–Peru             | 0 : 3    | 40 000      |

##### 1982-es labdarúgó-világbajnokság

###### Selejtező mérkőzés
| Időpont            | Helyszín                 | Mérkőzés típusa           | Mérkőzés                | Eredmény | Nézők száma |
| ------------------ | ------------------------ | ------------------------- | ----------------------- | -------- | ----------- |
| 1981. november 14. | Comunale Stadion, Torino | előselejtező (5. csoport) | Olaszország–Görögország | 1 : 1    | 39 670      |

###### Világbajnoki mérkőzés
| Időpont          | Helyszín                    | Mérkőzés típusa              | Mérkőzés              | Eredmény | Nézők száma |
| ---------------- | --------------------------- | ---------------------------- | --------------------- | -------- | ----------- |
| 1982. június 22. | La Rosaleda Stadion, Málaga | csoportmérkőzés (F. csoport) | Szovjetunió–Skócia    | 2 : 2    | 45 000      |
| 1982. június 29. | Sarria Stadion, Barcelona   | második kör (C. csoport)     | Argentína–Olaszország | 2 : 1    | 43 000      |

#### Labdarúgó-Európa-bajnokság
Az európai-labdarúgó torna döntőjéhez vezető úton Jugoszláviába az V., az 1976-os labdarúgó-Európa-bajnokságra és Olaszországba a VI., az 1980-as labdarúgó-Európa-bajnokságra az UEFA JB játékvezetőként foglalkoztatta. Az 1980-as 6. labdarúgó-Európa-bajnokság döntőjét, első románként vezethette.

##### 1976-os labdarúgó-Európa-bajnokság

###### Selejtező mérkőzés
| Időpont              | Helyszín                      | Mérkőzés típusa           | Mérkőzés         | Eredmény | Nézők száma |
| -------------------- | ----------------------------- | ------------------------- | ---------------- | -------- | ----------- |
| 1974. november 20.   | Karaiskaki Stadion, Pireusz   | előselejtező (8. csoport) | Görögország–NSZK | 2 : 2    | 11 425      |
| 1975. szeptember 27. | Astrid Park Stadion, Brüsszel | előselejtező (7. csoport) | Belgium–NDK      | 1 : 2    | 17 281      |

##### 1980-as labdarúgó-Európa-bajnokság

###### Selejtező mérkőzés
| Időpont            | Helyszín             | Mérkőzés típusa           | Mérkőzés            | Eredmény | Nézők száma |
| ------------------ | -------------------- | ------------------------- | ------------------- | -------- | ----------- |
| 1978. november 15. | Prater Stadion, Bécs | előselejtező (2. csoport) | Ausztria–Portugália | 1 : 2    | 64 024      |

###### Európa-bajnoki mérkőzés
| Időpont          | Helyszín                      | Mérkőzés típusa              | Mérkőzés           | Eredmény | Nézők száma |
| ---------------- | ----------------------------- | ---------------------------- | ------------------ | -------- | ----------- |
| 1980. június 15. | Comunale Stadion, Torino      | csoportmérkőzés (B. csoport) | Anglia–Olaszország | 1 : 0    | 59 649      |
| 1980. június 22. | Marcel Saupin Stadion, Nantes | döntő                        | Belgium–NSZK       | 1 : 2    | 47 864      |

#### Nemzetközi kupamérkőzések
Vezetett kupadöntők száma: 3.

##### UEFA-kupa
Az Európai Labdarúgó-szövetség (UEFA) JB szakmai felkészültségét elismerve megbízta a döntő találkozó irányításával.
| Időpont           | Helyszín                      | Mérkőzés típusa           | Mérkőzés                    | Eredmény | Nézők száma |
| ----------------- | ----------------------------- | ------------------------- | --------------------------- | -------- | ----------- |
| 1978. május 9.    | Philips Stadion, Eindhoven    | döntő második találkozó   | PSV Eindhoven–SC Bastia     | 3 : 0    | 27 000      |
| 1976. december 8. | Sóstói Stadion Székesfehérvár | előselejtező (3. forduló) | Videoton FC–1. FC Magdeburg | 1 – 0    |             |

##### UEFA-szuperkupa
Az UEFA JB tovább fokozta megbízható szakmai tevékenységének értékelését, amikor megbízta a döntő találkozó szolgálatával.
| Időpont            | Helyszín                   | Mérkőzés típusa | Mérkőzés                 | Eredmény |
| ------------------ | -------------------------- | --------------- | ------------------------ | -------- |
| 1978. december 19. | Anfield Stadion, Liverpool | döntő           | Liverpool–RSC Anderlecht | 2 : 1    |

##### Bajnokcsapatok Európa-kupája
Pályafutásának csúcspontjához közeledve lehetőséget kapott, hogy a döntő mérkőzésen játékvezetőként tevékenykedjen. A 29. játékvezető – az első román, illetve a 4. szocialista országbeli – aki BEK döntőt vezetett. 
| Időpont         | Helyszín                | Mérkőzés típusa           | Mérkőzés         | Eredmény | Nézők száma |
| --------------- | ----------------------- | ------------------------- | ---------------- | -------- | ----------- |
| 1983. május 25. | Olimpiai Stadion, Athén | előselejtező (7. csoport) | Hamburg–Juventus | 1 : 0    | 75 000      |

## Sportvezetőként
Aktív pályafutását befejezve a Román Labdarúgó-szövetség Játékvezető Bizottságánál (JB) játékvezető ellenőrként tevékenykedett. Szakmai felkészültségét elismerve beválasztották a JB tagjai közé, 2003-ban tiszteletbeli elnökként vonul vissza a közszerepléstől.